# Валентина Терешкова (алмаз)
«Валентина Терешкова» — алмаз, прозорий з незначним жовтим відтінком, 51,66 карата, знайдено 1964 року в Якутії, названо на честь першої жінки-космонавта Валентини Терешкової.